# H2SO4 (イラストレーター)
H2SO4（エイチツーエスオーフォー、2月24日 - ）は、韓国ソウル特別市のイラストレーター。男性。

## 主な作品

### 原画・キャラクターデザイン
- スカッとゴルフ パンヤ キャラクター原画
- バトルコロジー韓国版Soul Master キャラクターデザイン
- マジカ★マジカ キャラクター原画
- マギアレコード 魔法少女まどか☆マギカ外伝 キャラクターデザイン（加賀見まさら）

### 挿画
- 明日、ボクは死ぬ。キミは生き返る。（藤まる・著、電撃文庫）
- 俺と彼女が魔王と勇者で生徒会長（哀川譲・著、電撃文庫）
- さまよう神姫の剣使徒（すえばしけん・著、富士見ファンタジア文庫）
- 世界で2番目におもしろいライトノベル。 （石原宙・著、ダッシュエックス文庫）
- ソード・ワールド2.0リプレイ from USA（ベーテ・有理・黒崎・著、富士見ドラゴンブック）
- 転生!異世界より愛をこめて（弁当箱・著、オーバーラップ文庫）
- バタフライ×ブレイクダウン（佐々原史緒・著、ファミ通文庫）
- 放課後のダンジョンにほまれはよみがえる魔物を見た（築地俊彦・著、角川スニーカー文庫）
- ボーイ・ミーツ・ハート!（鳥羽徹・著、GA文庫）
- 魔法少女☆仮免許（冬木冬樹・著、MF文庫J）
- 別れる理由を述べなさい!（太田僚・著、一迅社文庫）

### イラスト
- 「四季（秋）」（ガンガンONLINE2008年10月9日）